# 남악초등학교
남악초등학교는 대한민국 전라남도 무안군에 있는 초등학교이다.

## 학교 연혁
- 2007. 07. 18 학교설립인가 (2009학년도 30학급 완성), 교명제정
- 2007. 09. 01 6학급 개교
- 2007. 09. 18 다목적 강당 준공
- 2008. 03. 01 전라남도무안교육청 연구학교 지정(영어교육연구학교)
- 2009. 03. 01 전라남도교육청 연구학교 지정(음악교육연구학교)
- 2010. 02. 26 8개 교실 증축
- 2012. 03. 01 학교 문화 선도 연구학교 지정
- 2013. 02. 20 제6회 졸업식(238명) 총 졸업생 928명
- 2013. 09. 01 제4대 민경일 교장 부임
- 2015. 02. 13 제8회 졸업식(205명) 총 졸업생 1344명
- 2015. 03. 01 제5대 최민석 교장 부임
- 2015. 03. 01 전라남도교육청 연구학교 지정(학교자치문화 연구학교)